# Agaleptus quadrinotatus
Agaleptus quadrinotatus är en skalbaggsart. Agaleptus quadrinotatus ingår i släktet Agaleptus och familjen långhorningar.

## Underarter
Arten delas in i följande underarter:
- A. q. quadrinotatus
- A. q. maculatus